# Radio Neutrino Observatory Greenland

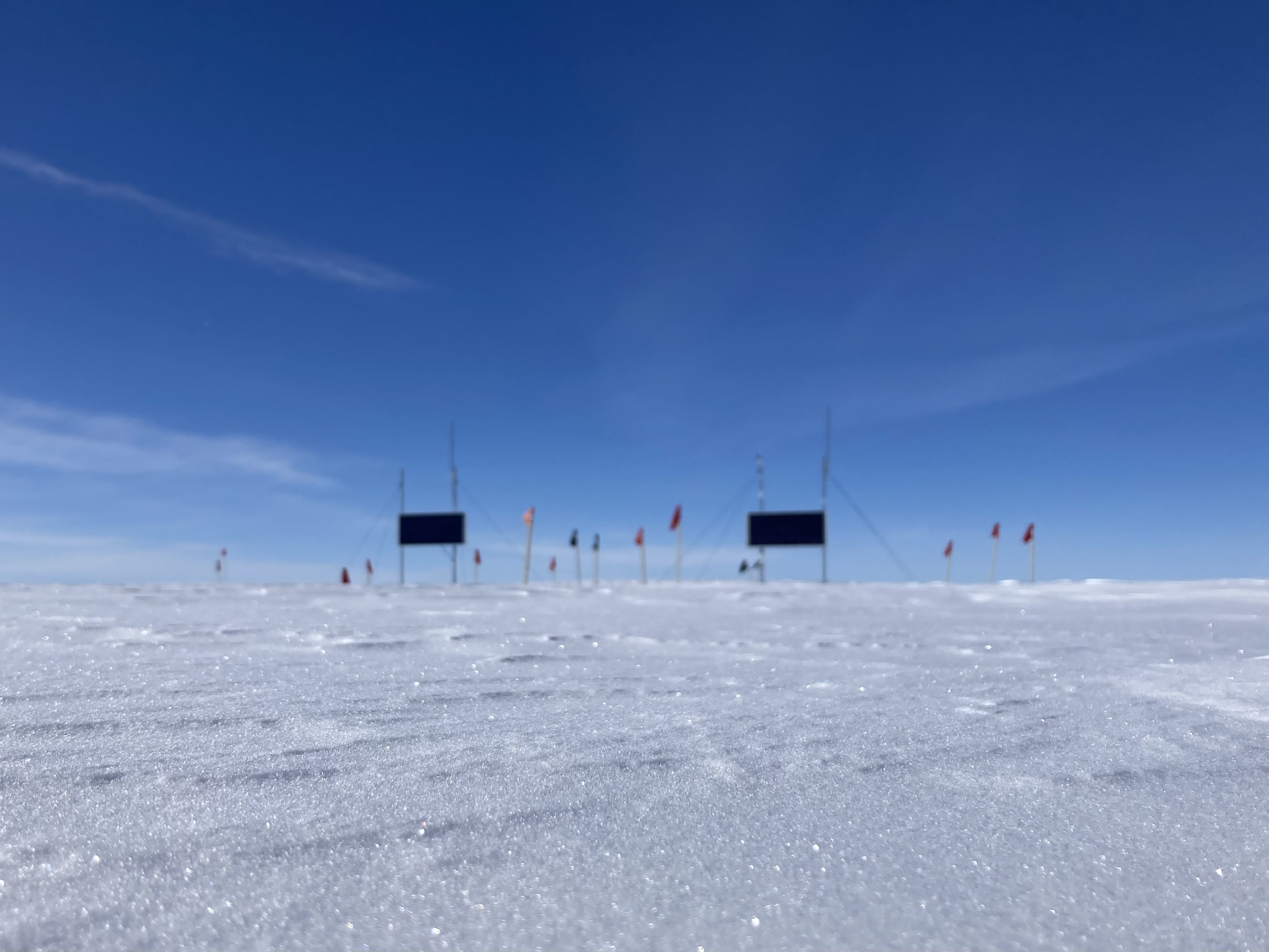
Radioantennen-Station mit Solarpaneel

Das Radio Neutrino Observatory Greenland (RNO-G) ist ein Neutrinoobservatorium für extrem energiereiche kosmische Neutrinos (im Bereich 1016 bis 1020 eV), das Radioantennen zum Nachweis nutzt. Es wird seit 2021 auf dem Grönländischen Eisschild bei der Summit Station aufgebaut. Von insgesamt 35 geplanten Antennenstationen sind seit 2022 sieben in Betrieb und liefern erste Messungen. Die Fertigstellung ist bis 2026 geplant.

## Zielsetzung
Neutrinos sind Elementarteilchen, die lediglich der schwachen Wechselwirkung unterliegen und daher weite Strecken unbeeinflusst zurücklegen können, weil sie nicht auf elektromagnetische Felder reagieren und auch mit Materieansammlungen nur selten reagieren. Deshalb benötigt man extrem große Detektionsvolumina, um überhaupt Reaktionen beobachten zu können. Andererseits sind Neutrinos wegen ihrer geringen Wechselwirkung mit anderen Teilchen geeignet, um Orte und Vorgänge im All zu beobachten, die anders nicht oder schwer zugänglich sind – zum Beispiel das Innere von Sternexplosionen, aktiven galaktischen Kernen, Blazaren und Gammablitzen.
RNO-G verwendet, wie das etwas ältere, in der Antarktis befindliche Neutrinoobservatorium IceCube, ein großes Detektorvolumen im Eis, um durch Neutrinos ausgelöste Reaktionen zu beobachten. Wenn die Neutrinos mit dem Eis wechselwirken, entstehen Partikelkaskaden, die Lichtblitze und Radioimpulse auslösen. Während IceCube mit optischen Sensoren die Lichtblitze auffängt, beobachtet RNO-G die Radioimpulse. Diese entstehen durch den Askaryan-Effekt. RNO-G zielt auf den Nachweis von extrem energiereichen kosmischen Neutrinos mit Energien oberhalb von 1015 eV. Damit sollen Erkenntnisse über bisher noch unbekannte Quellen der kosmischen Strahlung und Vorgänge bei der Ausbreitung dieser Teilchen gewonnen werden. Das RNO-G ergänzt damit die Multimessenger-Astronomie um einen Kanal im hochenergetischen Bereich. Nach der erfolgreichen optischen Detektion kosmischer Neutrinos im Energiebereich bis 1015 eV durch IceCube besteht wissenschaftliches Interesse am Nachweis der noch höheren Energiebereiche, oberhalb von 1016 eV. Da solche extrem energiereichen Neutrinos sehr selten sind, benötigt man dafür ein noch größeres Detektorvolumen. Dies wäre mit den in IceCube verwendeten Photosensoren zu aufwändig und teuer. Stattdessen werden daher Radioantennen eingesetzt. Da die durch Neutrinos erzeugten Radiosignale im Eis eine Reichweite von deutlich mehr als 500 Metern haben, können relativ wenige, in großen Abständen gesetzte Detektoren genutzt werden und so ein großes Volumen mit wenigen Sensoren abgedeckt werden.
Diese Messmethode wurde bisher in Designstudien und Vorversuchen und kleinen Arrays namens ARA, ARIANNA, ANITA und RICE erprobt und erwies sich als machbar. RNO-G ist die erste große, produktive Implementierung und dient sowohl für Messungen als auch zur weiteren Erprobung und Entwicklung der Methodik, die später beim Ausbau von IceCube zu IceCube-Gen2 (Generation 2) eingesetzt werden soll.

## Technik

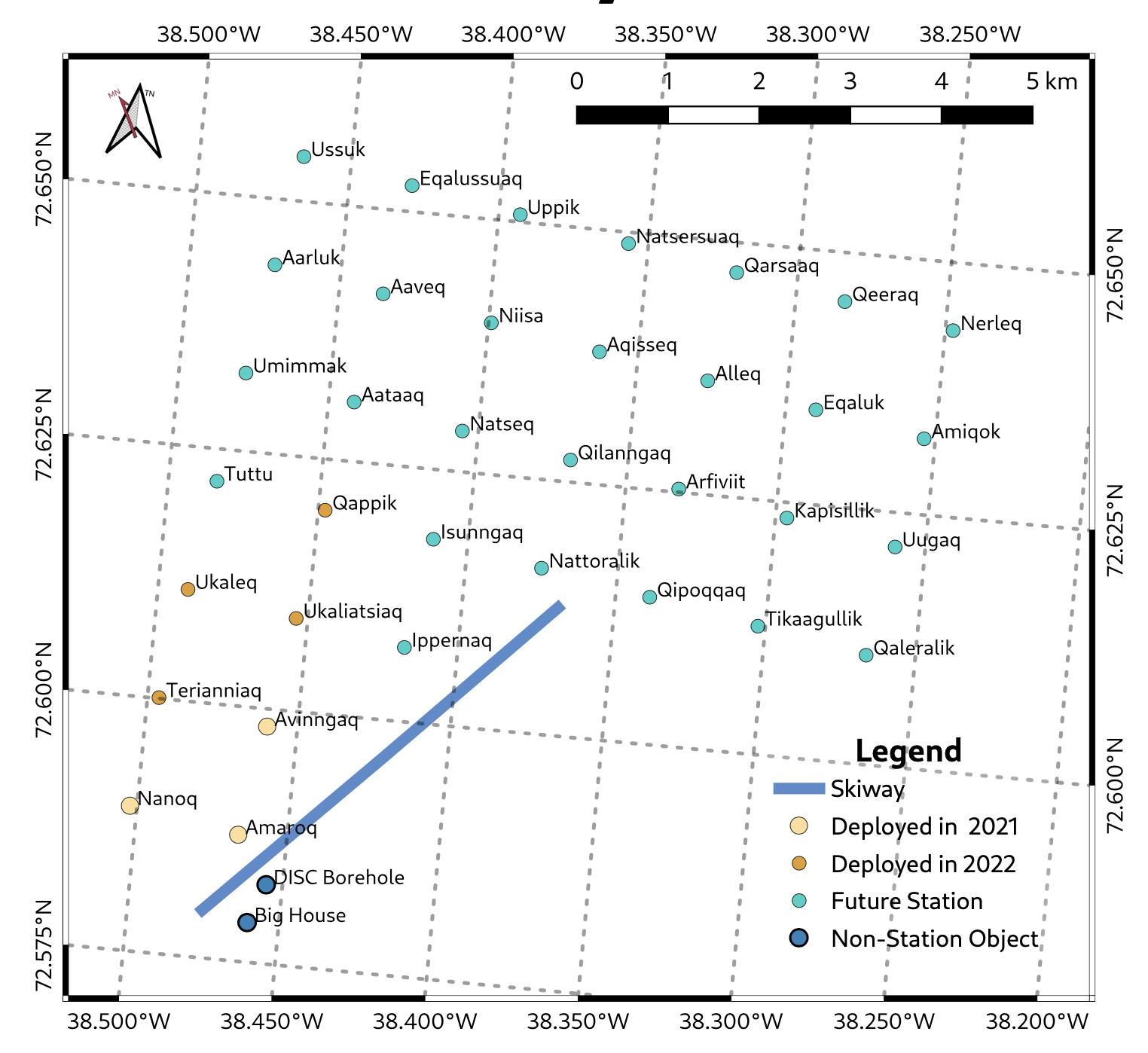
Planskizze des Messfeldes

RNO-G wird im Endausbau aus einem Messfeld von 35 Radioantennen-Stationen im Abstand von je 1,25 km bestehen. Die Sensorik reicht bis in 100 m Tiefe. Die Stationen werden in mehreren Chargen jeweils im arktischen Sommer aufgebaut. Die ersten drei wurden 2021 errichtet und sind mit den grönländischsprachigen Wörtern für arktische Tiere benannt: Die erste Station heißt Amaroq (Polarwolf), die folgenden Nanoq (Eisbär) und Avinngaq (Lemming). 2022 wurden vier weitere Stationen errichtet: Terianniaq (Polarfuchs), Ukaleq (Polarhase), Ukaliatsiaq (Hermelin) und Qappik (Vielfraß).
Alle Stationen operieren autark und sind mittels LTE vernetzt. Ihre Energieversorgung erfolgt über Solarpaneele und teilweise über speziell entwickelte Windturbinen. Messungen erfolgen in einem Sommermodus und einem energiesparenden Wintermodus, wobei dann die nur mit Solarpaneelen ausgestatteten Stationen einige Monate keine Messungen durchführen können.
Jede der Stationen besteht aus drei im Eis verlegten Strängen mit mehreren Detektoren und einer Oberflächenkomponente. Die verschiedenen Stränge sind auf die horizontale und vertikale Polarisationskomponente des Signals empfindlich. Mithilfe der Oberflächenkomponente können Signale identifiziert werden, die künstlich erzeugt (zum Beispiel durch Schneemobile) oder durch Luftschauer induziert sind. Sie müssen von den im Eis durch Neutrinoreaktionen ausgelösten Signalen unterschieden werden. Zusammen mit Computersimulationen können dann aus den Signalen Informationen zur ursprünglichen Richtung und Energie der Neutrinos gewonnen werden.

## Kooperation
RNO-G wird von einer internationalen Kooperation europäischer und US-amerikanischer Universitäten und Forschungsinstitute betrieben. Aufbau und Betrieb werden von Anna Nelles (DESY),  Nick van Eijndhoven (Vrije Universiteit Brussel) und Abigail Vieregg (University of Chicago) geleitet. Weitere beteiligte Institutionen der RNO-G Collaboration sind unter anderem Université libre de Bruxelles, Inter-University Institute For High Energies (Brüssel), Universität Gent, University of Kansas, Ohio State University, Penn State University und University of Wisconsin-Madison.
Das DESY trägt zur Software-Entwicklung, der Kalibration und der Datenanalyse für RNO-G bei. Es hostet das Daten- und Simulationszentrum und stellt Instrumentenhardware her und testet sie. An der Friedrich-Alexander-Universität Erlangen-Nürnberg wird ebenfalls seit 2020 Antennenhardware entwickelt.